# Mazovčané

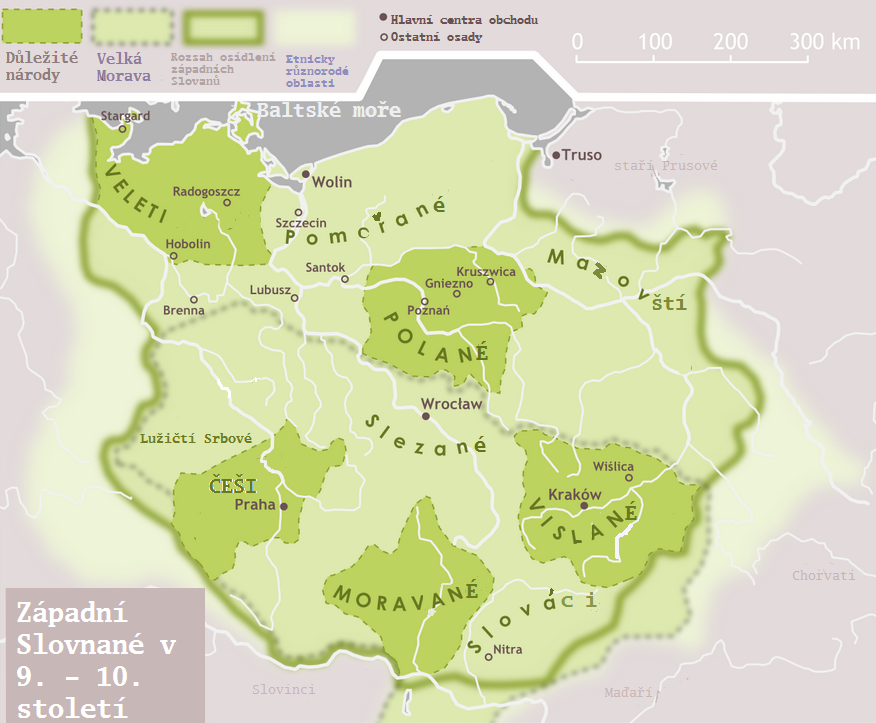
Mapa západoslovanských kmenů v 9. století

Mazovčané či Mazovští (polsky: Mazowszanie) byl lechický západoslovanský kmen, který obýval oblast zvanou Mazovsko (někdy v 6. až 9. století). K jejich hlavním centrům patřil zejména Płock. Jejich existenci písemně zaznamenal například kronikář Nestor. Po vzniku polského státu se Mazovčané stali jednou z hlavních skupin podílejících se na etnogenezi polského národa (spolu s Polany, Vislany ad.). Jejich pozůstatkem je ovšem svébytná etnická podskupina zvaná Mazurové (k níž se v polském sčítání lidu roku 2011 přihlásilo 1376 obyvatel). Původní Mazovčané byli pohané a v jejich víře patrně hrála velkou roli Polárka.